# Corrado Volpi
Corrado Volpi (Pavia, 12 ottobre 1958) è un ex cestista italiano che ha militato per tutta la sua carriera nella Pallacanestro Pavia.

## Biografia
Nato a Pavia, fu iscritto dal padre alla società pavese, a 5 anni, iniziò i primi palleggi, crescendo si mise in mostra già nei primi anni di giovanili. dopo la Maturità riuscì a frequentare l'Università mentre era titolare fisso nel quintetto base della Pallacanestro Pavia, laureandosi alla facoltà di Economia e Commercio nel 1981.

### Carriera
Iniziò a giocare a soli 5 anni per la Pallacanestro Pavia e dopo le giovanili esordì nel 1974, a soli 16 in prima squadra, che allora militava in Serie C, diventando alla fine dell'anno componente fisso del quintetto titolare. Con la squadra vinse nel 1978-1979 il campionato di Serie C, nel 1984-1985 il campionato di Serie B e nel 1990-1991 vinse i play-off di Serie A2, giocando la sua ultima stagione 1991-1992 in Serie A1. Partecipò quattro volte ai play-off di serie B e 5 volte ai play-off di Serie A2. Da quando esordì nel 1974 fino al ritiro nel 1992 realizzò 21.331 punti, diventando uno dei migliori realizzatori della storia della Pallacanestro Pavia.
Conclusa la carriera, è diventato dirigente della Pallacanestro Pavia e per alcuni anni ha allenato le giovanili under della medesima.

### Caratteristiche Tecniche
Dotato di una grande agilità, forza fisica e di una notevole elevazione nonostante 1,91 m di altezza era un ottimo incursore e realizzatore in area. Eccelleva nei tiri da 3 punti che erano la sua specialità e nelle incursioni aeree, possedeva un'ottima visione di gioco e di palleggio e anche una distinta abilità nella schiacciata. Oltre questo era anche un buon difensore. Ricoprì il ruolo di guardia e di ala piccola, a volte anche il ruolo di playmaker. Ebbe la fortuna, nelle sue ultime stagioni di giocare insieme ai fuoriclasse Oscar Schmidt, formando con questi un trio devastante, grazie al quale trascinarono la squadra in A1.

## Palmarès
- Campionato italiano dilettanti: 1
- Campionato italiano di Serie A2: 1